# Hans Hermann Junge
Hans Hermann Junge (Preetz, Holstein, Alemanha - 11 de fevereiro de 1914 – Dreux, Normandia - 13 de agosto de 1944) foi um militar alemão pertencente a Waffen-SS, como Obersturmführer (primeiro-tenente), anexado ao Ministério das Relações Exteriores como assistente técnico de Adolf Hitler na Segunda Guerra Mundial.

## Biografia
Hans Hermann Junge nasceu em uma aldeia no distrito de Plon na atual Baixa Saxony.
Em 1933, ele entrou para a SS e em 1934 foi admitido para a elite de LSSAH Leibstandarte Adolf Hitler da Waffen-SS e em 1936 foi designado para a guarda pessoal Führer na chancelaria servindo como Assistente Técnico de Hitler alcançando o posto de Obersturmfuehrer.
Em 19 de junho de 1943, se casou com uma das secretárias pessoais de Hitler, Traudl Junge e em julho do mesmo ano sua esposa foi designada para fazer parte do staff permanente no führerbunker. Mais tarde Hans Junge foi nomeado oficial de observação da 12ª Divisão Panzer SS Hitlerjugend na Normandia.
Morreu em 13 de agosto de 1944 quando seu avião de observação foi abatido em Dreux na Normandia. Hitler comunicou pessoalmente sua morte a Traudl Junge.